# NWave Pictures
nWave Pictures — бельгийская анимационная студия, основанная в 1994 году Беном Стассеном. Расположена в Брюсселе и в Бербанке.

## История
Компания nWave Studios была основана в 1994 году Беном Стассеном.
В сентябре 2018 года производственная группа Матье Зеллера MZM приобрела контрольный пакет акций nWave Pictures.

## Фильмография

### Полнометражные анимационные фильмы
| #  | Название                               | Дата выпуска    | Бюджет      | Сборы       | RT  | MC |
| -- | -------------------------------------- | --------------- | ----------- | ----------- | --- | -- |
| 1  | Мухнём на Луну                         | 30 января 2008  | $25,000,000 | $41,721,414 | 19% | 36 |
| 2  | Шевели ластами!                        | 4 августа 2010  |             |             | 44% |    |
| 3  | Шевели ластами 2                       | 15 августа 2012 |             |             | 20% |    |
| 4  | Кот Гром и заколдованный дом           | 25 декабря 2013 | $34,000,000 | $64,197,205 | 71% | 47 |
| 5  | Робинзон Крузо: Очень обитаемый остров | 30 марта 2016   | $13,000,000 | $39,543,581 | 15% | 36 |
| 6  | Стань легендой! Бигфут Младший         | 11 августа 2017 | $30,000,000 | $47 046 281 | 75% |    |
| 7  | Королевский корги                      | 7 марта 2019    | $20,000,000 | $36,077,605 |     |    |
| 8  | Семейка Бигфутов                       | 15 июня 2020    |             |             |     |    |
| 9  | Кролецып и хомяк тьмы                  | 3 февраля 2022  | $20,000,000 |             |     |    |
| 10 | Большое маленькое приключение          | 2023            |             |             |     |    |

### Короткометражные анимационные фильмы
- Thrill Ride: The Science of Fun (1997)
- Встречи в третьем измерении (1999)
- Приключения инопланетян 3D (1999)
- Замок с привидениями (2001)
- Спасите планету (2002)
- Происшествия в третьем измерении 3D (2003)
- Дом с привидениями (2004)
- Сафари 3D  (2005)
- Джетт и Джин (2006)
- Окаванго 3D. Африканское сафари (2007)
- Полетай со мной на Луну 4D (2008)
- Проклятие Скалы Черепов (2009)
- Черепашье зрение (2010)
- Пиратская история (2011)
- Маленький принц (2011)
- Секрет замка (2011)
- 20 000 лье под водой (2012)
- Дипо: История рыбы (2012)
- Хороший, Плохой и Лошадь (2013)
- Дом магии 4D (2013)
- Шерлок Холмс (2013)
- Затерянный мир (2013)
- Особняк с Привидениями (2014)
- Рыцарский Квест (2014)
- Робинзон Крузо 3D (2016)
- Птицы из перьев (2016)
- Возвращение в Затерянный мир (2017)
- Сын снежного человека 4D (2017)
- Веселый Роджер (2018)
- Хаос в Стране чудес (2019)
- Игры для собак (2019)
- Рекс: Королевский вожак (2019)
- Семейство снежных людей 4D (2020)
- Разыскивается живым (2021)
- Приключения ловца (2022)
- Мэг и Потерянный призрак (2022)
- Счастливая семья: следующий уровень (2023)
- Театр грёз (2023)